# Sideròfor
Els sideròfors (del grec pherein i sideros que significa «portar el ferro») són quelats de ferro sintetitzats i secretats especialment pels microorganismes per a disposar del ferro necessari per al seu desenvolupament. Els sideròfors són molècules de baix pes molecular i tenen una gran afinitat amb l'ió del ferro 3+. Són pèptids capaços de formar complexos [sideròfors Fe3+] que permeten internalitzar el ferro necessari per al funcionament de la cèl·lula.
Si bé el ferro és un element abundant a la Terra, la seva biodisponibilitat es redueix en els medis aerobis on, en presència d'oxigen, l'ió fèrric (Fe3+) forma hidròxids fèrrics insolubles. Per això esdevé un factor limitant en el desenvolupament dels microorganismes. Per a superar aquest límit els bacteris han desenvolupat sistemes especialitzats, els sideròfors.

## Paper i ús
La síntesi dels sideròfors per part dels microorganismes està induïda per la carència de ferro disponible en el medi. Els siderofors s'uneixen al ferro fèrric, Fe3+, per formar un complex [sideròfors Fe3+]. Aquest complex es posa a la superfície de la cèl·lula per enllaçar-se a una proteïna transmembrana receptora. El complex entrarà dins la cèl·lula gràcies a un transportador del tipus transportador ABC. Una vegada dins la cèl·lula el complex es dissocia i el ferro fèrric Fe3+ es redueix en ferro ferrós Fe2+. Així el Fe2+ pot ser utilitzat per la cèl·lula per al funcionament dels enzims en la cadena respiratòria. El siderofor dissociat es recicla cap al medi extracel·lular per una bomba de flux.

## Diferents formes de sideròfor
Actualment es coneixen més de 200 tipus diferents de sideròfors. pertanyen a dues grans famílies: 
- Família dels fenolats.catecolats com l'enteroquelina
- família dels àcids hidroxàmics com l'aerobactina.